# ブラントリー郡 (ジョージア州)
ブラントリー郡（ブラントリーぐん、英: Brantley County）は、アメリカ合衆国ジョージア州の南東部に位置する郡である。2010年国勢調査での人口は18,411人であり、2000年の14,629人から25.9%増加した。郡庁所在地はナフンタ市（人口1,053人）であり、同郡で人口最大の都市でもある。
ブラントリー郡は、グリン郡とマッキントシュ郡に広がるブランズウィック大都市圏に属している。

## 歴史
1920年11月2日、ブラントリー郡を設立するための州憲法修正案が住民投票で承認され、チャールトン郡、ピアース郡、ウェイン郡のそれぞれ一部を合わせて、ブラントリー郡が設立された。郡名はジョージア州議会下院および上院議員、さらにアメリカ合衆国下院議員を8期務めたウィリアム・ゴードン・ブラントリー（1860年-1934年）に因んで名付けられた。
郡の南部と政府にオキフェノキー湿地があるので、ブラントリー郡に入る道は州南部の海岸から入る鉄道が基本となっていた。
アメリカ独立戦争初期、多くの牛の群れを守るためにマッキントッシュ砦が建設された。1777年にこの砦がロイヤリスト部隊に包囲され、降伏したことがあった。
これとほぼ同じ時期にマッジ砦も建設された。この砦はウォルト・ケリーの漫画「ポゴ」でその名前を残されている。

## 地理
アメリカ合衆国国勢調査局に拠れば、郡域全面積は447.42平方マイル (1,158.8 km2)であり、このうち陸地444.40平方マイル (1,151.0 km2)、水域は3.02平方マイル (7.8 km2)で水域率は0.67%である。郡内をサティラ川が流れている。

### 主要高規格道路

#### アメリカ国道
- アメリカ国道82号線
- アメリカ国道301号線

#### ジョージア州道
- ジョージア州道15号線
- ジョージア州道23号線
- ジョージア州道32号線
- ジョージア州道110号線
- ジョージア州道121号線
- ジョージア州道520号線

### 隣接する郡
- ウェイン郡 - 北東
- グリン郡 - 東
- カムデン郡- 南東
- チャールトン郡 - 南西
- ウェア郡 - 西
- ピアース郡 - 北西

## 人口動態
以下は2000年の国勢調査による人口統計データである。
| 基礎データ - 人口: 14,629人 - 世帯数: 5,436 世帯 - 家族数: 4,153 家族 - 人口密度: 13人/km2（33人/mi2） - 住居数: 6,490軒 - 住居密度: 6軒/km2（15軒/mi2） 人種別人口構成 - 白人: 94.36% - アフリカン・アメリカン: 3.98% - ネイティブ・アメリカン: 0.14% - アジア人: 0.09% - 太平洋諸島系: 0.01% - その他の人種: 0.35% - 混血: 1.08% - ヒスパニック・ラテン系: 1.04% 先祖による構成 - イギリス系：48.3% - スコットランド・アイルランド系：12.1% - ドイツ系：5.5% | 年齢別人口構成 - 18歳未満: 28.3% - 18-24歳: 8.5% - 25-44歳: 29.9% - 45-64歳: 23.2% - 65歳以上: 10.1% - 年齢の中央値: 35歳 - 性比（女性100人あたり男性の人口） - 総人口: 100.8 - 18歳以上: 98.1 世帯と家族（対世帯数） - 18歳未満の子供がいる: 38.2% - 結婚・同居している夫婦: 60.9% - 未婚・離婚・死別女性が世帯主: 10.6% - 非家族世帯: 23.6% - 単身世帯: 20.4% - 65歳以上の老人1人暮らし: 7.7% - 平均構成人数 - 世帯: 2.68人 - 家族: 3.06人 | 収入と家計 - 収入の中央値 - 世帯: 30,361米ドル - 家族: 35,534米ドル - 性別 - 男性: 29,269米ドル - 女性: 20,709米ドル - 人口1人あたり収入: 13,713米ドル - 貧困線以下 - 対人口: 15.6% - 対家族数: 12.1% - 18歳未満: 19.7% - 65歳以上: 16.9% |

## 都市と町
- ホーボーケン
- ナフンタ - 郡庁所在地
- ウェインズビル
- ホーテンス
- トルーディ
- シュラッタービル
- ヒコックス
- アトキンソン